# Kuojka
La Kuojka (in russo  Куойка?) è un fiume della Russia affluente di sinistra dell'Olenëk, che scorre nella parte settentrionale della Siberia Orientale, nel distretto Olenëkskij della Sacha (Jacuzia).
Nasce e scorre nella sezione orientale del bassopiano della Siberia settentrionale, in una zona remota e pressoché spopolata con direzione dapprima orientale, poi sud-orientale, sfociando nel basso corso dell'Olenëk a 473 km dalla foce; il maggiore affluente è il Sekteljach (169 km), proveniente dalla destra idrografica.
Il clima molto rigido causa periodi di congelamento delle acque compresi fra l'inizio di ottobre e la fine di maggio o l'inizio di giugno.